# Agrotis balearica
Agrotis balearica är en fjärilsart som beskrevs av Charles Boursin 1960. Agrotis balearica ingår i släktet Agrotis och familjen nattflyn. Inga underarter finns listade i Catalogue of Life.